# Liste der Nintendo-Switch-Spiele/0–9
| Titel                                         | Entwickler                            | Herausgeber                           | Genre                          | Handel | Veröffentlichung D/A/CH             |
| --------------------------------------------- | ------------------------------------- | ------------------------------------- | ------------------------------ | ------ | ----------------------------------- |
| -KLAUS-                                       | La Cosa Entertainment                 | La Cosa Entertainment                 | Jump ’n’ Run                   | Nein   | 18. Juni 2020                       |
| .cat                                          | Game Nacional                         | Game Nacional                         | Jump ’n’ Run                   | Nein   | 10. Apr. 2021                       |
| .cat Milk                                     | Bernardo Game Studio                  | Game Nacional                         | Jump ’n’ Run                   | Nein   | 13. Aug. 2021                       |
| .dog                                          | Game Nacional                         | Game Nacional                         | Jump ’n’ Run                   | Nein   | 6. Nov. 2021                        |
| ’n Verlore Verstand                           | Skobbejak Games                       | Skobbejak Games                       | Adventure                      | Nein   | 7. Dez. 2018                        |
| /Connection Haunted <SERVER ERROR>            | No Gravity Games                      | No Gravity Games                      | Ego-Shooter                    | Nein   | 3. Sep. 2020                        |
| #1 Anagrams                                   | Eclipse Games                         | Eclipse Games                         | Puzzle                         | Nein   | 14. Mai 2021                        |
| #1 Crosswords                                 | Eclipse Games                         | Eclipse Games                         | Puzzle                         | Nein   | 19. Feb. 2021                       |
| #1 Sudokus                                    | Eclipse Games                         | Eclipse Games                         | Puzzle                         | Nein   | 25. Nov. 2021                       |
| #Breakforcist Battle                          | Lucid Sheep Games                     | Lucid Sheep Games                     | Party                          | Nein   | 12. Apr. 2018                       |
| #DRIVE                                        | Pixel Perfect Dude                    | PM Studios                            | Rennspiel                      | Nein   | 16. Feb. 2021                       |
| #Funtime                                      | One Guy Games                         | The Quantum Astrophysicists Guild     | Shoot ’em up                   | Nein   | 16. Juli 2020                       |
| #Halloween, Super Puzzles Dream               | Jorge Biedma Azuar                    | Jorge Biedma Azuar                    | Puzzle                         | Nein   | 29. Okt. 2020                       |
| #KILLALLZOMBIES                               | Beatshapers                           | Beatshapers                           | Shoot ’em up                   | Nein   | 24. Jan. 2019                       |
| #NoLimitFantasy, Super Puzzles Dream          | Jorge Biedma Azuar                    | Jorge Biedma Azuar                    | Puzzle                         | Nein   | 28. Aug. 2020                       |
| #pinocchio, Super Puzzles Dream               | Jorge Biedma Azuar                    | Jorge Biedma Azuar                    | Puzzle                         | Nein   | 22. Juli 2021                       |
| #RaceDieRun                                   | Atomic Raccoon Studio                 | QubicGames                            | Rennspiel                      | Nein   | 9. Aug. 2019                        |
| #SinucaAttack                                 | eastasiasoft                          | eastasiasoft                          | Puzzle                         | Nein   | 10. Feb. 2021                       |
| #Wish travel, Super Puzzles Dream             | Jorge Biedma Azuar                    | Jorge Biedma Azuar                    | Puzzle                         | Nein   | 14. Mai 2021                        |
| #womenUp, Super Puzzles Dream                 | Jorge Biedma Azuar                    | Jorge Biedma Azuar                    | Puzzle                         | Nein   | 30. Mai 2020                        |
| #Xmas, Super Puzzles Dream                    | Jorge Biedma Azuar                    | Jorge Biedma Azuar                    | Puzzle                         | Nein   | 24. Dez. 2020                       |
| 0 Degrees                                     | eastasiasoft, Nerd Games, Kiddo Dev   | eastasiasoft                          | Jump ’n’ Run, Puzzle           | Nein   | 19. Mai 2021                        |
| 1-2-Switch                                    | Nintendo EPD                          | Nintendo                              | Party                          | Ja     | 3. März 2017                        |
| 2in1 – App Driver and Sniper                  | Game Nacional                         | Game Nacional                         | Spielesammlung                 | Nein   | 6. Mai 2021                         |
| 2URVIVE                                       | 2Bad Games                            | 2Bad Games                            | Shooter                        | Nein   | 24. Nov. 2020                       |
| 2weistein – The Curse of the Red Dragon       | Red Octopus                           | Red Octopus                           | Action-Adventure, Lernspiel    | Nein   | 14. Sep. 2020                       |
| 2weistein – The Curse of the Red Dragon 2     | Red Octopus                           | Red Octopus                           | Action-Adventure, Lernspiel    | Nein   | 1. Okt. 2021                        |
| 3 Little Pigs & Bad Wolf                      | Making                                | Making                                | Brettspiel                     | Nein   | 8. Juli 2019                        |
| 3 out of 10: Season One                       | Terrible Posture Games                | Terrible Posture Games                | Adventure                      | Nein   | 3. März 2021                        |
| 3D ADVANTIME                                  | Game Nacional                         | Game Nacional                         | Ego-Shooter                    | Nein   | 6. Aug. 2021                        |
| 3D Air Hockey                                 | Benoit Varasse                        | Pix Arts                              | Sportsimulation                | Nein   | 14. Juli 2021                       |
| 3D Angeln – Die Simulation                    | Independent Arts                      | Treva Retail: Markt+Technik Verlag    | Sportsimulation                | Ja     | 23. März 2021 Retail: 1. Apr. 2021  |
| 3D Billiards – Pool & Snooker                 | Z-Software                            | Joindots                              | Sportsimulation                | Nein   | 29. Nov. 2018                       |
| 3D MiniGolf                                   | Z-Software                            | Joindots Retail: Markt+Technik Verlag | Sportsimulation                | Ja     | 1. Feb. 2018 Retail: 30. Nov. 2017  |
| 4×4 Dirt Track                                | BoomBit Games                         | BoomBit Games                         | Rennspiel                      | Nein   | 21. Aug. 2020                       |
| 6Souls                                        | BUG-Studio                            | Ratalaika Games                       | Adventure, Jump ’n’ Run        | Nein   | 3. Dez. 2021                        |
| 7 Billion Humans                              | Tomorrow Corporation                  | Tomorrow Corporation                  | Puzzle                         | Nein   | 25. Okt. 2018                       |
| 7 Years From Now                              | fumi&room6                            | PQube                                 | Adventure                      | Nein   | 17. Juni 2021                       |
| 7th Sector                                    | Носков Сергей                         | Sometimes You                         | Adventure                      | Nein   | 5. Feb. 2020                        |
| 8 & 9 Ball Pocket                             | Super PowerUp Games                   | Super PowerUp Games                   | Sportsimulation                | Nein   | 24. Dez. 2021                       |
| 8-Ball Pocket                                 | Super PowerUp Games                   | Super PowerUp Games                   | Sportsimulation                | Nein   | 25. Dez. 2019                       |
| 9-Ball Pocket                                 | Super PowerUp Games                   | Super PowerUp Games                   | Sportsimulation                | Nein   | 29. Nov. 2021                       |
| 10 Second Ninja X                             | Four Circle Interactive               | Thalamus Digital                      | Jump ’n’ Run, Puzzle           | Nein   | 30. Juli 2021                       |
| 10 Second Run RETURNS                         | G-Mode                                | Edia                                  | Party                          | Nein   | 22. Feb. 2018                       |
| 12 is Better Than 6                           | Ink Stains Games                      | HypeTrain Digital                     | Adventure, Shoot ’em up        | Nein   | 5. März 2019                        |
| 12 Labours of Hercules                        | JetDogs                               | JetDogs                               | Adventure, Strategie           | Nein   | 1. Apr. 2019                        |
| 12 Labours of Hercules II: The Cretan Bull    | JetDogs                               | JetDogs                               | Adventure, Strategie           | Nein   | 6. Apr. 2020                        |
| 12 Labours of Hercules III: Girl Power        | JetDogs                               | JetDogs                               | Adventure, Strategie           | Nein   | 15. Jan. 2021                       |
| 12 Labours of Hercules IV: Mother Nature      | JetDogs                               | JetDogs                               | Adventure, Strategie           | Nein   | 31. Aug. 2021                       |
| 12 orbits                                     | Roman Uhlig                           | Roman Uhlig                           | Party                          | Nein   | 27. Apr. 2018                       |
| 16-Bit Soccer                                 | Sprakelsoft                           | Sprakelsoft                           | Fußballsimulation              | Nein   | 15. Jan. 2021                       |
| 20 Ladies                                     | eastasiasoft, Nerd Games              | eastasiasoft                          | Jump ’n’ Run                   | Nein   | 19. Nov. 2021                       |
| 20XX                                          | Batterystaple Games                   | Batterystaple Games                   | Jump ’n’ Run                   | Nein   | 10. Juli 2018                       |
| 30-in-1 Game Collection: Volume 1             | Teyon                                 | Teyon                                 | Party                          | Nein   | 8. März 2018                        |
| 30-in-1 Game Collection: Volume 2             | Digital Bards                         | Digital Bards                         | Party                          | Nein   | 30. Mai 2019                        |
| 30 Birds                                      | RAM RAM Games, Business Goose Studios | ARTE Experience                       | Adventure                      | Nein   | 28. Mai 2025                        |
| 30 Sport Games in 1                           | breakfirst                            | Just For Games                        | Party, Sport                   | Ja     | 27. Okt. 2023                       |
| 30XX                                          | Batterystaple                         | Batterystaple                         | Rogue-lite Jump ’n’ Run        | Nein   | 12. Sep. 2023                       |
| 36 Fragments of Midnight                      | Petite Games                          | Ratalaika Games                       | Jump ’n’ Run                   | Nein   | 14. Sep. 2017                       |
| 39 Days to Mars                               | It’s Anecdotal                        | It’s Anecdotal                        | Adventure, Puzzle              | Nein   | 16. Mai 2019                        |
| 51 Worldwide Games                            | NDcube                                | Nintendo                              | Brettspiel, Spielesammlung     | Ja     | 5. Juni 2020                        |
| 60 Parsecs!                                   | Robot Gentleman                       | Robot Gentleman                       | Adventure                      | Nein   | 20. Dez. 2019                       |
| 60 Seconds!                                   | Robot Gentleman                       | Robot Gentleman                       | Adventure                      | Nein   | 18. Dez. 2017                       |
| 64.0                                          | rebel rabbit                          | indienova                             | Shoot ’em up                   | Nein   | 31. Okt. 2019                       |
| 80 DAYS                                       | inkle                                 | inkle                                 | Adventure                      | Nein   | 1. Okt. 2019                        |
| 80’s OVERDRIVE                                | Insane Code                           | Insane Code                           | Rennspiel                      | Nein   | 7. Mai 2020                         |
| 88 Heroes: 98 Heroes Edition                  | Bitmap Bureau                         | Rising Star Games                     | Jump ’n’ Run                   | Ja     | 12. Okt. 2017                       |
| 99Moves                                       | EnjoyUp Games                         | EnjoyUp Games                         | Action                         | Nein   | 8. Feb. 2019                        |
| 99Seconds                                     | EnjoyUp Games                         | EnjoyUp Games                         | Jump ’n’ Run                   | Nein   | 4. Jan. 2019                        |
| 99Vidas – Definitive Edition                  | QUByte Interactive                    | QUByte Interactive                    | Action                         | Nein   | 27. Nov. 2018                       |
| 103                                           | Dystopia Interactive                  | Dystopia Interactive                  | Adventure                      | Nein   | 2. Okt. 2020                        |
| 112 Operator                                  | Jutsu Games                           | Sonka                                 | Simulation                     | Nein   | 23. Juli 2021                       |
| 112th Seed                                    | Nerd Games, Slider Games              | eastasiasoft                          | Jump ’n’ Run                   | Nein   | 6. Aug. 2020                        |
| 123 Dots                                      | Didactoons                            | Artax Games                           | Puzzle                         | Nein   | 5. Aug. 2021                        |
| 140                                           | Carlsen Games                         | Carlsen Games                         | Jump ’n’ Run                   | Nein   | 9. Jan. 2020                        |
| 198X                                          | Hi-Bit Studios                        | 8-4                                   | Action                         | Nein   | 23. Jan. 2020                       |
| 890B                                          | eastasiasoft, Nerd Games              | eastasiasoft                          | Adventure                      | Nein   | 10. Nov. 2021                       |
| 911 Operator                                  | Jutsu Games                           | Sonka                                 | Simulation                     | Nein   | 26. Okt. 2018                       |
| 1001 Ultimate Mahjong 2                       | Nawia Games                           | Nawia Games                           | Puzzle                         | Nein   | 25. Okt. 2018                       |
| 1912: Titanic Mystery                         | Ocean Media                           | Ocean Media                           | Adventure                      | Nein   | 25. Feb. 2021                       |
| 1917 – The Alien Invasion DX                  | Andrade Games                         | Korion Games                          | Shoot ’em up                   | Nein   | 22. Juni 2018                       |
| 1971 Project Helios                           | Recotechnology                        | Recotechnology                        | Rundenbasiertes Strategiespiel | Nein   | 9. Juni 2020                        |
| 1979 Revolution: Black Friday                 | iNK Stories                           | Digerati                              | Adventure                      | Nein   | 2. Aug. 2018                        |
| 1993 Shenandoah                               | Limit Break                           | Limit Break                           | Shoot ’em up                   | Nein   | 9. Juli 2020                        |
| 2048 Battles                                  | Baltoro Games                         | Baltoro Games                         | Puzzle                         | Nein   | 20. Sep. 2019                       |
| 2048 CAT                                      | Millo Games                           | Millo Games                           | Puzzle                         | Nein   | 1. Mai 2020                         |
| 2064: Read Only Memories INTEGRAL             | MidBoss                               | MidBoss Retail: Limited Run Games     | Adventure                      | Ja     | 14. Aug. 2018 Retail: 29. Nov. 2019 |
| 3000th Duel                                   | Neopopcorn                            | Neopopcorn                            | Action-Adventure               | Nein   | 19. Feb. 2020                       |
| 6180 the moon                                 | Turtle Cream, PokPoong Games          | Turtle Cream                          | Jump ’n’ Run                   | Nein   | 31. Mai 2018                        |
| 〇× LOGIC PUZZLE 1000 !                       | Success                               | Success                               | Puzzle                         | Nein   | 24. Okt. 2019                       |
| 世界の中心で, AI は戦う                       | k_nakagawa                            | k_nakagawa                            | Puzzle                         | Nein   | 29. Apr. 2021                       |
| 夕鬼 零 Yuoni: Rises                          | Tricore                               | Tricore                               | Visual Novel                   | Nein   | 6. Feb. 2020                        |
| 密室のサクリファイス / Abyss of the Sacrifice | Intense                               | D3 Publisher                          | Visual Novel                   | Nein   | 17. Dez. 2020                       |
| 雨音スイッチ -AmaneSwitch-                    | CyberStep                             | CyberStep                             | Visual Novel                   | Nein   | 7. Okt. 2021                        |